# Cape-Yorkvechtkwartel
De Cape-Yorkvechtkwartel (Turnix olivii) is een vogel uit de familie Turnicidae (Vechtkwartels). De vogel werd in 1900 door Herbert Christopher Robinson geldig beschreven. Het is een bedreigde, endemische vogelsoort in noordelijk Australië.

## Kenmerken
De vogel is 18 tot 22 cm lang. Het is een relatief grote vechtkwartel met een forse snavel en gele ogen. Volwassen mannetjes zijn overwegend zandkleurig bruin, met verder grijs op de kruin en nek en zwarte strepen. De vrouwtjes zijn groter en contrastrijker gekleurd.

## Verspreiding en leefgebied
Deze soort is endemisch in het uiterste noorden van de deelstaat Queensland (Australië) in de buurt van Cooktown. Het is een vogel waarover weinig bekend is. Het leefgebied bestaat uit hoger gelegen open plekken met rotsen en gras omringd door natuurlijk bos.

## Status
De Cape-Yorkvechtkwartel heeft een beperkt verspreidingsgebied en daardoor is de kans op uitsterven aanwezig. De grootte van de populatie werd in 2022 door BirdLife International geschat op hoogstens 250 volwassen individuen. Over fluctuaties in de populatie-omvang is weinig bekend. Mogelijk nemen de populatie-aantallen af door habitatverlies. Het leefgebied wordt aangetast door het afbranden van bos, beweiding en rondzwervende verwilderde zwijnen en katten. Daarnaast speelt mogelijk klimaatverandering een negatieve rol. Om deze redenen staat deze soort als kritiek op de Rode Lijst van de IUCN.